# Ferrari F40

Ferrari F40 var, mens den blev produceret, Ferraris dyreste bil. Fra 1987 til 1989 var det verdens hurtigste masseproducerede bil. Den blev produceret fra 1987 til 1992. Der er produceret 1311 i alt. Og det er den sidste Ferrari som Enzo selv godkendte inden sin død.
- Wikimedia Commons har flere filer relateret til Ferrari F40

| Stub | Spire Denne bilrelaterede artikel er en spire som bør udbygges. Du er velkommen til at hjælpe Wikipedia ved at udvide den. |